# 9697 Louwman
9697 Louwman è un asteroide della fascia principale. Scoperto nel 1971, presenta un'orbita caratterizzata da un semiasse maggiore pari a 2,9104632 UA e da un'eccentricità di 0,0432991, inclinata di 5,42793° rispetto all'eclittica.